# Scopula stephanitis
Scopula stephanitis är en fjärilsart som beskrevs av Louis Beethoven Prout 1932. Scopula stephanitis ingår i släktet Scopula och familjen mätare. Inga underarter finns listade.